# Outlander (novel·la)
|  | No s'ha de confondre amb Outlander (sèrie de televisió). |

Outlander - publicada al Regne Unit amb el títol Cross Stitch - és la primera d'una saga de novel·les i la que dona nom a tota la saga de l'autora nord americana Diana Gabaldon. Publicada al 1991, explica la història d'una infermera de la Segona Guerra Mundial Claire Randall, que viatja través del temps fins a l'Escòcia del segle xviii on viu una aventura amb James Fraser, un soldat escocès de les Highlands. És una barreja de diferents estils de novel·la, té elements de ficció, de novel·la històrica, de romanç d'aventura i ciència-ficció / fantasia. Outlander va guanyar el Premio RITA (Romance Writers of America) a la millor novel·la romàntica del 1991. Una adaptació televisiva de les novel·les d'aquesta saga es va estrenar al canal Starz als Estats Units el 9 d'agost de 2014.

## Argument
Al 1946, després de viure i treballar separats durant la segona guerra mundial, la infemera de l'exèrcit britànic Claire Randall i el seu marit Frank, professor d'història, se'n van a fer un segon viatge de noces a Inverness, Escòcia. Frank està investigant la història de la seva família, especialment el seu avantpassat Jonathan Randall, capità de l'exèrcit britànic destinat a les Highlands a l'època de les revoltes jacobites, segle xviii.
Un dia, durant aquest viatge, mentre Frank investiga sobre el seus avantpassats, Claire - aficionada a les plantes i herbes medicinals - va buscar unes herbes medicinals prop d'un monument megalític, a la muntanya de Craigh na Dun. Mentre recull les herbes sent un brunzit molt a prop d'una de les pedres i es desmaia. Quan es desperta es troba enmig d'una escaramussa entre l'exèrcit britànic comandat per Jonathan Randall (àlies "Black Jack" Randall) i un grup d'homes del clan MacKenzie. Aquests últims s'emporten a Claire cap al Castell Leoch. Pel camí ella s'adona que ha viatjat en el temps al segle xviii.

## SagaOutlander (La Forastera)
La saga de novel·les Outlander (La Forastera) està formada pels següents llibres:
1. Outlander (1991)
2. Dragonfly in Amber (1992)
3. Voyager (1994)
4. Drums of Autumn (1997)
5. The Fiery Cross (2001)
6. A Breath of Snow and Ashes (2005)
7. An Echo in the Bone (2009)
8. Written in My Own Heart's Blood (2014)
9. Go Tell the Bees That I Am Gone (2021)

La saga ha estat traduïda a diversos idiomes, entre ells el castellà.